# Fürtlibach
Der Fürtlibach (im Oberlauf Steinwiesbächli, im Unterlauf Dorfbach) ist ein 3,2 Kilometer langer rechter Zufluss der Limmat. Er entspringt im Zürcher Quartier Höngg, durchfliesst nach der Siedlung Rütihof ein kleines Tobel, durchquert Oberengstringen eingedolt und mündet wenig unterhalb dieses Dorfes. Der Bach entwässert dabei den Westhang des Hönggerbergs sowie den Südosthang des Gubrists.

## Geographie

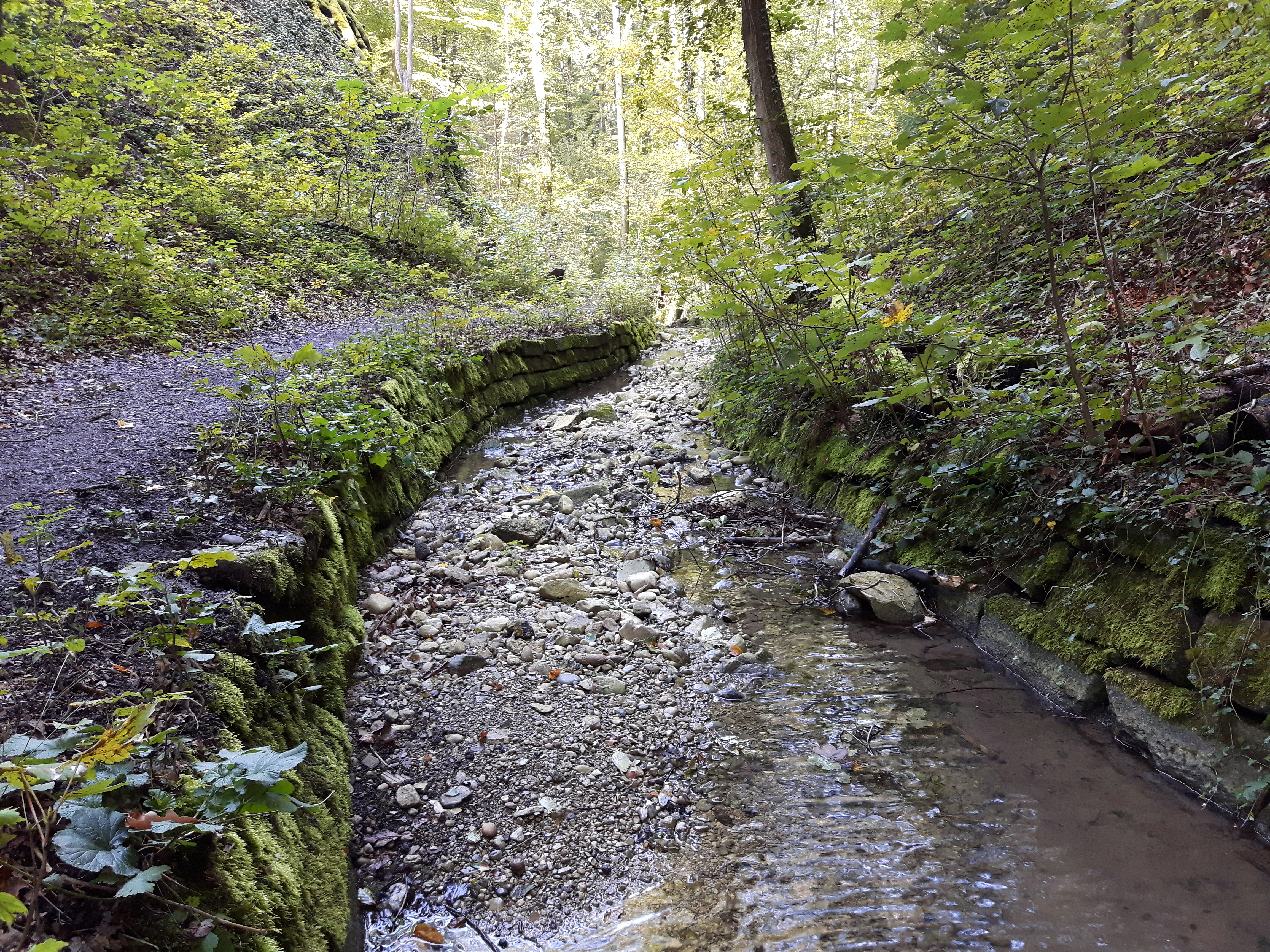
Fürtlibach vor der Einmündung des Weidtobelbachs in Zürich

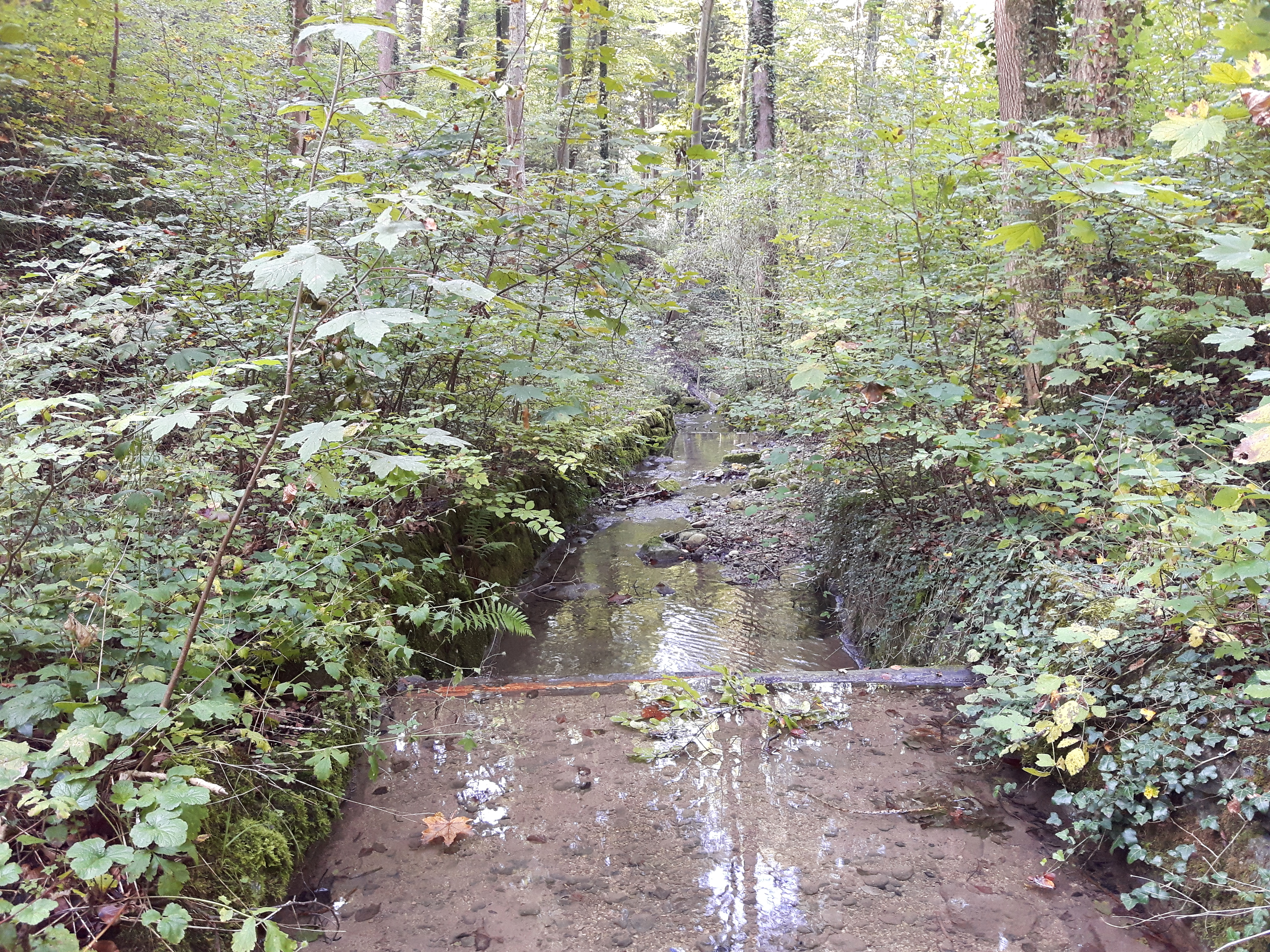
Fürtlibach im Loch nach der Einmündung des Weidtobelbachs

### Verlauf

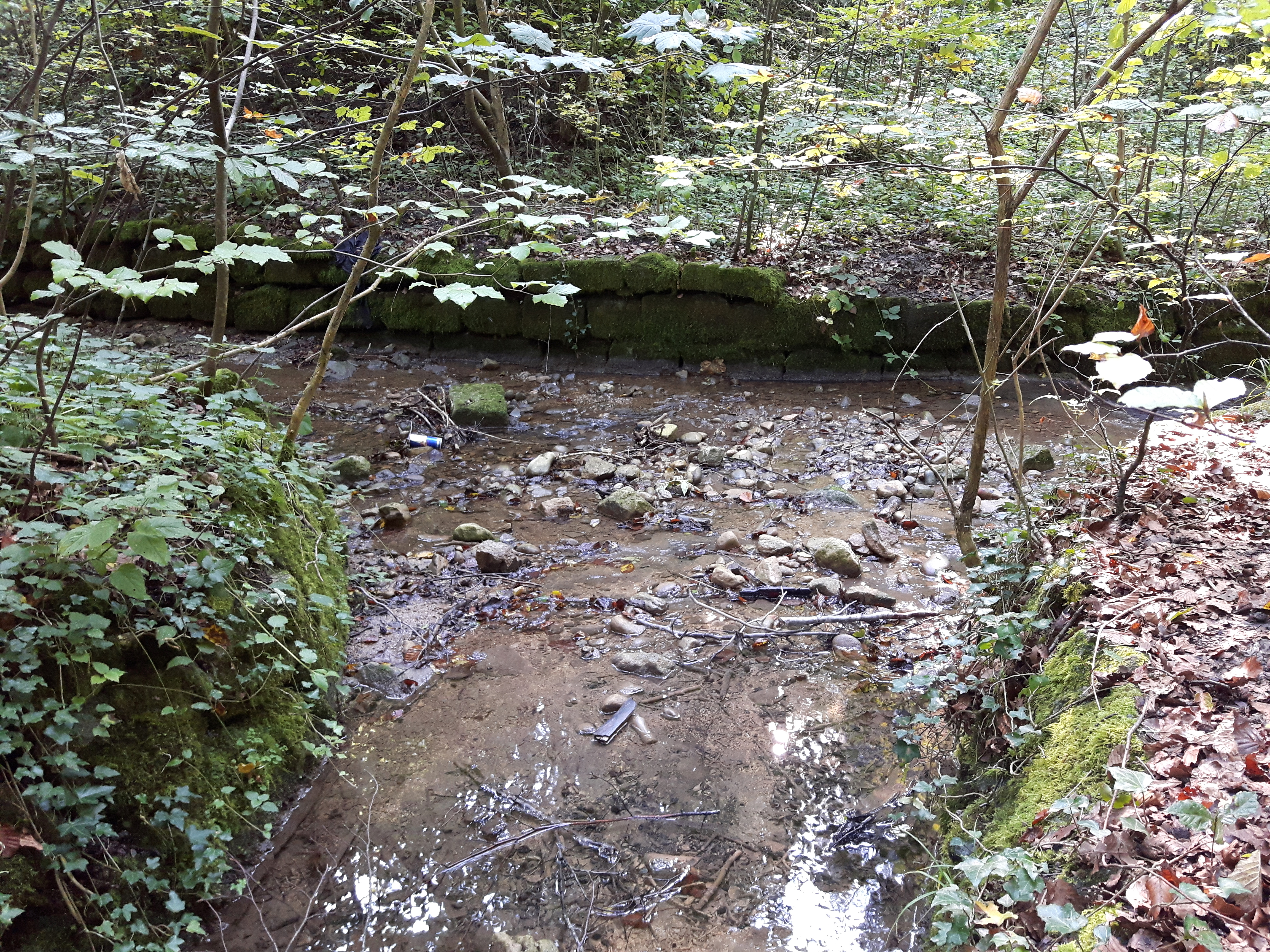
Einmündung des Weidtobelbachs in den Fürtlibach (von links nach rechts) im Loch

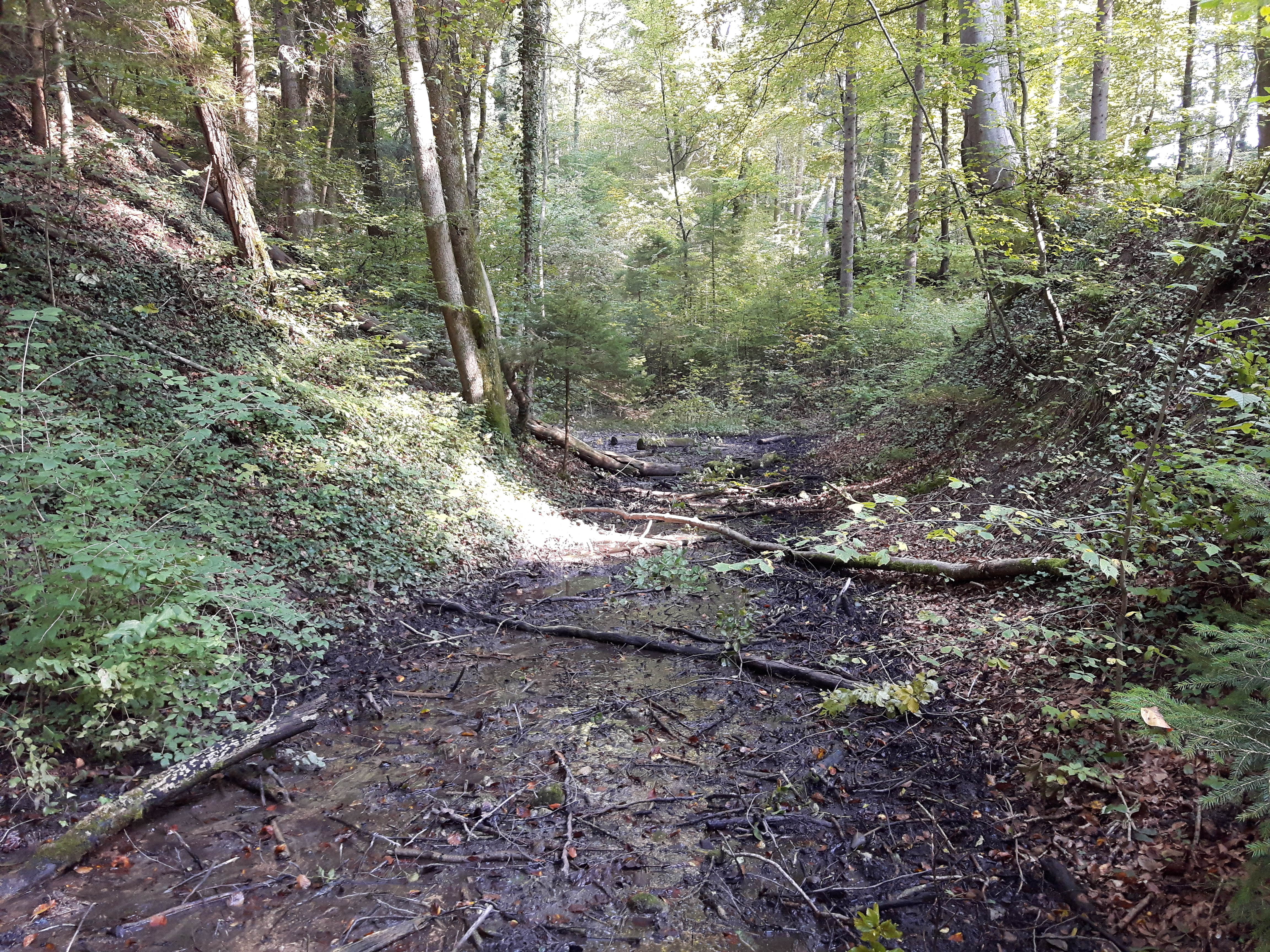
Sumpfiger Zufluss im Loch, welcher wahrscheinlich im alten Tobel des Weidtobelbachs verläuft; rechts das Tobel des Fürtlibachs und links der grösste der drei Weiher (beide verdeckt)

Der Bach entspringt als Steinwiesbächli im Nordwesten Zürichs im Waldgebiet Oberlee nordwestlich des höchsten Punktes des Hönggerbergs auf 528 m ü. M. Die Quelle liegt direkt an der Regensdorferstrasse, welche Regensdorf mit Höngg verbindet. Er fliesst anfangs kurz in südöstliche Richtung, um nur kurz später einen südwestlichen Kurs einzuschlagen. Nach rund 260 Metern wird er erstmals eingedolt. Er unterquert die Regensdorferstrasse, passiert Grünwald und verläuft kurz unter einem Feld. Zwischen dem Grünwaldweg und der Strasse Im Stelzenacker folgt ein rund 90 Meter langer offener Abschnitt durch ein Wohnquartier, ehe er wieder eingedolt verläuft.
Der Bach wird nun Fürtlibach genannt und durchquert die Siedlung Rütihof, zuerst unter der Rütihofstrasse, danach kurz in nördlicher Richtung unter der Hauswiesenstrasse. Bei einer kleinen Wendeschleife wird er nach Westen geleitet und verläuft kurz unter einem Feld, ehe er einen Waldsaum erreicht und wieder an die Oberfläche tritt. Er durchfliesst nun ein immer steiler werdendes Tobel, welches an der tiefsten Stelle Loch genannt wird. Bei der Flur Hasennest breitet sich der Waldsaum zum Wäldchen Lochholz aus.
Nach der Einmündung des Weidtobelbachs von rechts wird er Dorfbach genannt und bildet für rund 70 Meter die Gemeindegrenze, ehe er ganz auf Oberengstringer Boden übertritt. Hier nimmt er auch das Wasser von drei namenlosen und künstlichen Weihern auf. Kurz nach der Einmündung des Lochholzbachs von rechts öffnet sich das Tobel wieder zunehmend, und an seinem Ufer findet sich wieder ein schmaler Waldsaum. Er verläuft nun vorwiegend in südwestlicher Richtung und nimmt den Zwüschethölzerenbach von links auf. An der Siedlungsgrenze von Oberengstringen, kurz bevor der Bach ins Limmattal eintritt, wird er abermals eingedolt, und das bis zu seiner Mündung. Der Bach unterquert erneut die Rütihofstrasse sowie die Zürcherstrasse und folgt dann kurz der Dorfstrasse. Nach diesem Abschnitt unterquert er die Siedlungen Im Dorf sowie Im oberen Neugut und den Autobahnzubringer A1H. Schliesslich mündet der Bach gegenüber von Schlieren auf 390 m ü. M. von rechts in die Limmat.

### Zuflüsse
- Weidtobelbach, von rechts und Norden auf 453 m ü. M. im Loch, 0,36 km lang. Entspringt bei der Flur Im hinteren Ried auf 494 m ü. M., bildet teilweise die Gemeindegrenze und speist kurz vor der Mündung einen kleinen Weiher.[1]
- Unbenanntes sumpfiges Rinnsal im Loch, welches zusätzlich das Wasser des grössten der drei Weiher aufnimmt. Durchfliesst sehr wahrscheinlich das frühere Tobel des Weidtobelbachs und wird möglicherweise unterirdisch von diesem gespeist.[2][3]
- Lochholzbach, von rechts und Nordwesten auf 444 m ü. M. ebenfalls im Loch, 0,28 km lang. Entspringt auf 482 m ü. M. beim Reservoir im Waldgebiet Lochholz und durchfliesst dieses bis zu seiner Mündung.[1]
- Zwüschethölzerenbach (in Zürich Frankenbüelbach, auch Bach im Frankenbüel), von links und Südosten auf 422 m ü. M. bei der Siedlung Staldenäcker, 1,1 km lang. Entspringt bei Frankental in Höngg auf etwa 458 m ü. M. und verläuft danach vorwiegend auf Oberengstringer Gemeindegebiet.[1]

## Geologie
Der Bach hat sich in quartäres Würm-Moränensediment, bestehend aus Ton, Silt und Sand, gefressen. An der Mündung im Limmattal findet man Alluvionenboden.

## Flora und Fauna
Im Quellgebiet am Hönggerberg durchfliesst der Fürtlibach typischen Waldmeister-Buchenwald. Das Waldgebiet Lochholz oberhalb von Oberengstringen ist geprägt von Waldmeister-Buchenwald mit Hartriegel, Hainsimsen und Lungenkraut. Um die Mündung des Weidtobelbachs wächst hingegen Ahorn-Eschenwald mit Bingelkraut.
Der kleinste der drei Weiher im Loch, welcher nicht über Wege erschlossen ist, bietet Lebensraum für die seltene Gemeine Geburtshelferkröte. Der Natur- und Vogelschutzverein Höngg setzt sich hier seit Jahren für deren Fortbestehen ein und unterstützt ein Artenförderungsprojekt.

## Bilder

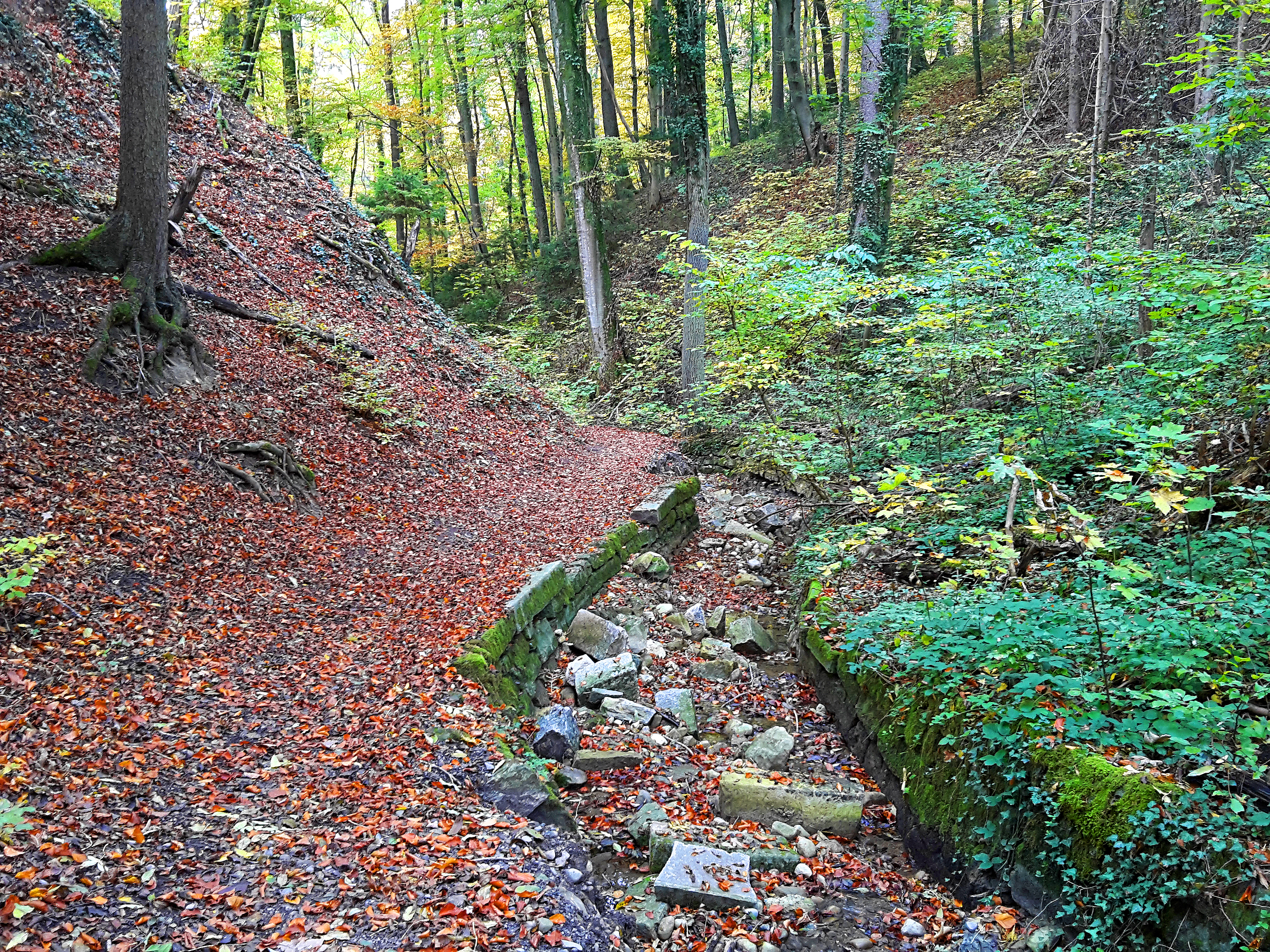
Fürtlibach mit Blick Richtung Loch kurz vor der Einmündung des Weidtobelbachs auf Zürcher Boden
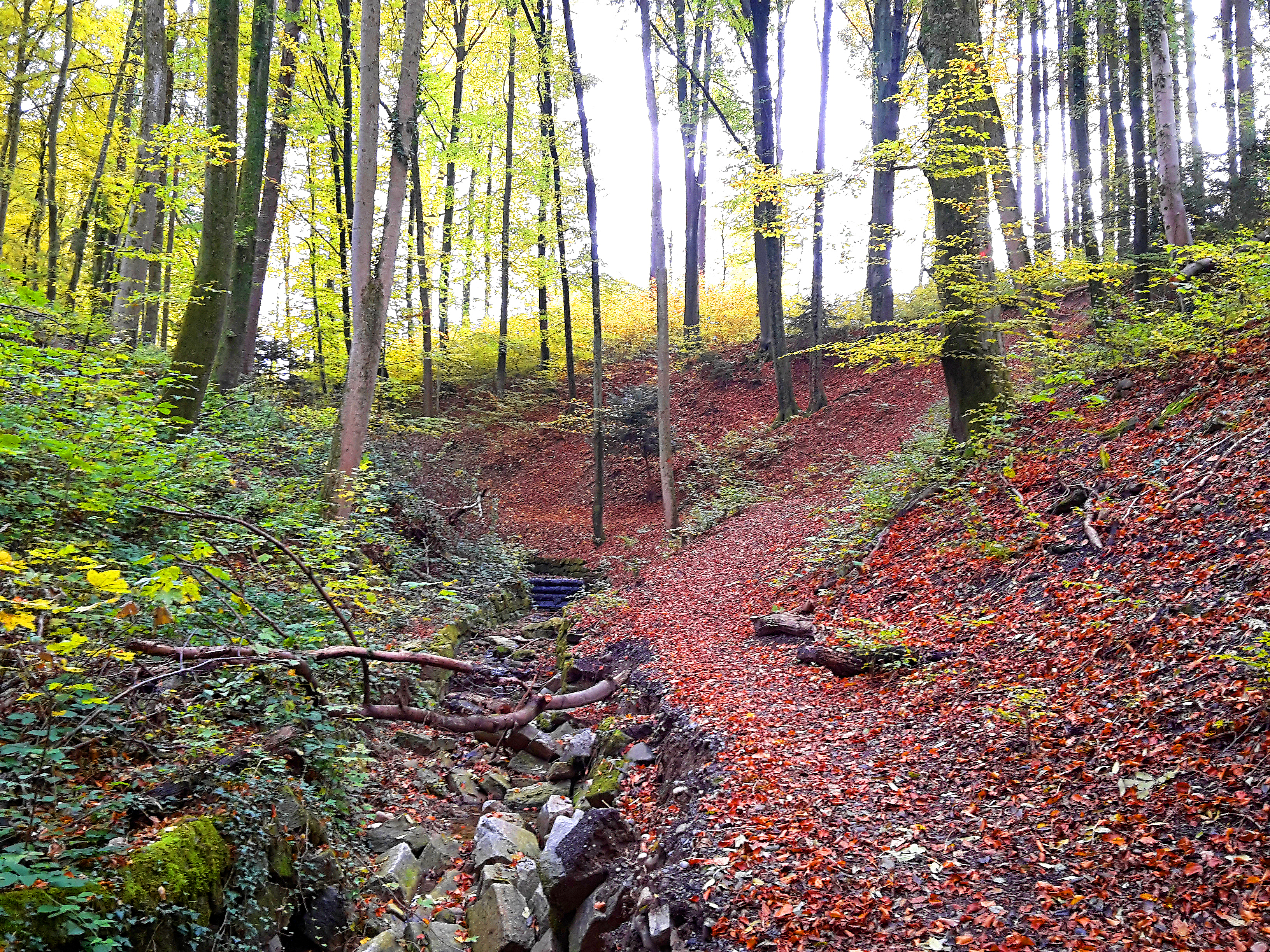
Fürtlibach im Tobel mit unterspülter Ufermauer; Blick Richtung Rütihof
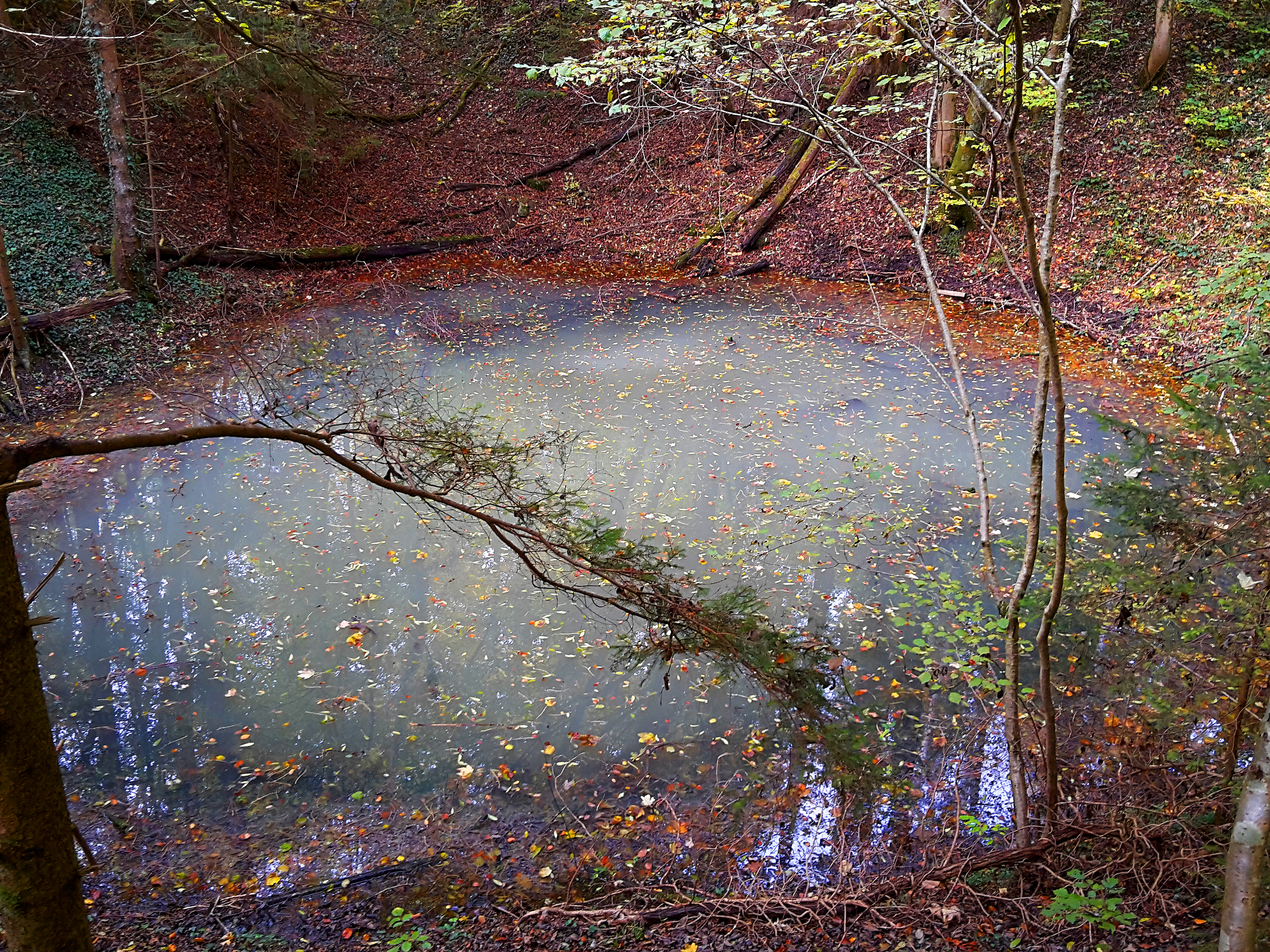
Der grösste der drei Weiher im Loch